# Château de Kars
Le Château de Kars ( turc : Kars Kalesi, arménien : Կարսի բերդ) est une ancienne fortification située à Kars, en Turquie. Il est également connu sous le nom d'Iç Kale (« Château central/intérieur », « Citadelle »).
Il est construit une première fois sous le règne de la dynastie arménienne des Bagratides, puis reconstruit en 1153 par Firuz Akay sur commande du sultan Melik Izzeddin Saltuk II . Les murs extérieurs entourant la ville ont été construits au XIIe siècle. Le château, est détruit par Tamerlan en 1386 et reconstruit en 1579 par Lala Mustafa Pacha, venu à Kars sur ordre du sultan ottoman Mourad III.
Les sources ottomanes rapportent que le château est reconstruit avec l'aide de cent mille soldats et ouvriers. En 1606, le château est détruit par le Chah iranien Abbas Ier. En 1616 et en 1636, il est restauré et de nouveaux éléments y sont ajoutés. Le château est gravement endommagé après l'occupation des Russes après la guerre ottomane-russe de 1877-1878, et partiellement modifié après quarante-ans ans d'occupation. Les murs du château de Kars sont en maçonnerie de basalte.

## Disposition
Le château se compose de deux parties, le château intérieur et le château extérieur. Les murs extérieurs sont constitués de cinq épaisseurs. De plus, de profondes fosses sont creusées devant. Le château principal est tourné vers l'est. Le plan des murs du château extérieur n’est pas tout à fait un quadrilatère. La longueur du périmètre du château est de 3 500 m. Il est flanqué par 22 tours de guet, dont sept seulement sont restées intactes jusqu'à aujourd'hui.
La longueur du château intérieur est de 250 m dans le sens est-ouest et d'environ 90 m dans le sens nord-sud. Le château possède quatre portes. La Su Kapısı (littéralement : porte de l'eau) ou Çeribaşı Kapısı est située à l'ouest, Kagizman Kapısı ou Orta Kapı au sud et Behram Kapı à l'est. La porte principale située au nord s'ouvre sur un fossé devant le château. On peut accéder à la tour de guet du château en montant les escaliers ou en empruntant la route pavée.
Juste à l'intérieur de l'entrée principale se trouve un sanctuaire contenant la tombe de Jelal Baba, qui mourut lors de l'invasion mongole en 1239. Le château abrite des logements militaires, un dépôt de munitions et une petite mosquée reconstruite dans les années 1990. Des inscriptions sur le site indiquent que les murs du château mesuraient 27 kilomètres de long et comprenaient un total de 220 bastions. Le château, autrefois très difficile à assiéger, est aujourd'hui un château de 3,5 km de long avec 7 bastions survivants.
De nos jours, le château est administré par le ministère de la Culture et du Tourisme turc.

## Événements culturels
En 2005, le château accueille un concert de musique du chanteur pop turc Sezen Aksu, auquel a assisté environ 25 000 personnes.
Pendant le mois de jeûne du Ramadan en 2011, une cérémonie Mevlevi Sama a eu lieu pour la première fois au château.